# سفارة السويد في إيران
سفارة السويد في إيران هي أرفع تمثيل دبلوماسي لدولة السويد لدى إيران. تقع السفارة في طهران وهي تهدف لتعزيز المصالح السويدية في إيران.

## وصلات خارجية
- قائمة سفارات السويد
- قائمة السفارات في إيران